# Andrij Hrivko
Andrij Askol'dovyč Hrivko (in ucraino Андрій Аскольдович Грівко?; Sinferopoli, 7 agosto 1983) è un ex ciclista su strada ucraino, professionista dal 2005 al 2019.

## Carriera
Divenuto professionista nel 2005 con la Domina Vacanze, dal 2006 al 2008 gareggiò con la divisa della Milram. Nel 2009 passò quindi alla ISD-Neri, mentre nel 2010 si trasferì tra le file dell'Astana.
In palmarès vanta sei vittorie nei campionati nazionali ucraini Elite, cinque a cronometro e una in linea, oltre al trionfo nella Firenze-Pistoia del 2008. Ha concluso la prova in linea dei campionati del mondo 2008 al quinto posto, e il Giro d'Italia 2009 al ventiduesimo posto, con buoni piazzamenti.
A seguito di una lite durante il Dubai Tour 2017, durante la quale colpisce con un pugno Marcel Kittel, viene squalificato per 45 giorni dall'UCI, a partire dal 1º maggio 2017.

## Palmarès
- 2003 (Kopstal Sidi Under-23)

Giro del Valdarno
- 2004 (Finauto-Yomo Sport Team Under-23)

Classifica generale Giro delle Regioni
Trofeo Martiri 4 e 11 luglio 1944
Classifica generale Giro della Toscana Under-23
- 2005 (Domina Vacanze, una vittoria)

Campionati ucraini, Prova a cronometro
- 2006 (Milram, una vittoria)

Campionati ucraini, Prova a cronometro
- 2008 (Milram, due vittorie)

Campionati ucraini, Prova a cronometro
Firenze-Pistoia
- 2009 (ISD, una vittoria)

Campionati ucraini, Prova a cronometro
- 2012 (Astana, due vittorie)

Campionati ucraini, Prova a cronometro
Campionati ucraini, Prova in linea
- 2016 (Astana, una vittoria)

3ª tappa La Méditerranéenne (Cadolive > Pégomas)
Classifica generale La Méditerranéenne
- 2018 (Astana, una vittoria)

Campionati ucraini, Prova a cronometro

### Altri successi
- 2006 (Milram)

Classifica giovani Critérium International
- 2013 (Astana)

1ª tappa Vuelta a España (Vilanova de Arousa > Sanxenxo, cronosquadre)

## Piazzamenti

### Grandi Giri
- Giro d'Italia

2009: 18º
2010: 70º
- Tour de France

2005: 78º
2006: ritirato (15ª tappa)
2007: 78º
2010: 136º
2011: 144º
2012: 43º
2014: 95º
2015: 64º
2016: 86º
2017: 120º
- Vuelta a España

2008: 42º
2013: 101º

### Classiche monumento
- Milano-Sanremo

2009: 104º
2010: 26º
2011: 91º
2013: 48º
2014: 51º
2015: 77º
2016: 82º
2017: 111º
- Giro delle Fiandre

2010: 66º
2011: 64º
2014: 59º
2015: 38º
2016: ritirato
2017: 86º
- Liegi-Bastogne-Liegi

2006: 17º
2007: ritirato
2008: 110º
2010: 105º
2011: ritirato
2012: 97º
2013: 62º
2014: 119º
2015: 90º
2016: 35º
2017: 137º
- Giro di Lombardia

2005: 49º
2006: 68º
2007: 78º
2008: 48º
2010: ritirato
2011: 45º
2012: ritirato
2016: ritirato
2017: 47º

### Competizioni mondiali
- Campionati del mondo

Zolder 2002 - In linea Under-23: 65º
Hamilton 2003 - In linea Under-23: 48º
Verona 2004 - In linea Under-23: 14º
Verona 2004 - Cronometro Under-23: 8º
Madrid 2005 - Cronometro Elite: 40º
Madrid 2005 - In linea Elite: ritirato
Salisburgo 2006 - Cronometro Elite: 9º
Salisburgo 2006 - In linea Elite: 112º
Stoccarda 2007 - Cronometro Elite: 22º
Stoccarda 2007 - In linea Elite: ritirato
Varese 2008 - In linea Elite: 5º
Mendrisio 2009 - Cronometro Elite: 41º
Mendrisio 2009 - In linea Elite: 53º
Melbourne 2010 - Cronometro Elite: 16º
Melbourne 2010 - In linea Elite: ritirato
Limburgo 2012 - Cronosquadre: 11º
Limburgo 2012 - Cronometro Elite: 11º
Limburgo 2012 - In linea Elite: 31º
Toscana 2013 - Cronosquadre: 6º
Toscana 2013 - In linea Elite: 5º
Ponferrada 2014 - Cronosquadre: 12º
Ponferrada 2014 - In linea Elite: 44º
Richmond 2015 - Cronosquadre: 8º
Richmond 2015 - Cronometro Elite: 24º
Richmond 2015 - In linea Elite: 46º
Doha 2016 - Cronosquadre: 9º
Doha 2016 - Cronometro Elite: 19º
Bergen 2017 - Cronosquadre: 11º
Bergen 2017 - Cronometro Elite: 18º
Bergen 2017 - In linea Elite: 78º
Innsbruck 2018 - Cronosquadre: 10º
Innsbruck 2018 - Cronometro Elite: 38º
Innsbruck 2018 - In linea Elite: ritirato
- Giochi olimpici

Pechino 2008 - In linea: ritirato
Pechino 2008 - Cronometro: 32º
Londra 2012 - In linea: 17º
Rio de Janeiro 2016 - In linea: 41º
Rio de Janeiro 2016 - Cronometro: 18º

### Competizioni europee
- Campionati europei

Plumelec 2016 - Cronometro Elite: 15º
Glasgow 2018 - Cronometro Elite: 26º